# Destil·leria Joan Estrada
La Destil·leria Joan Estrada era un edifici industrial de Cornellà de Llobregat (Baix Llobregat), actualment desaparegut.

## Descripció
En cos principal s'organitzava fent cantonada en un cruïlla de rutes interurbanes importants. La planta era rectangular i està cobert a dues aigües imitant les masies més tradicionals catalanes. Era marcat per elements historicistes, en combinacions eclèctiques que ja apunten cap al modernisme: estucats de l'arrebossat imitant carreus a la manera neoclàssica, llindes i muntants de les finestres fetes amb maó arrebossat i imitant dovelles a la manera de la disposició barroca, cornisa esglaonada i ràfecs de teula i pissarra, forjats abarrocats a la part baixa de l'edifici, etc. Tot plegat, una amalgama de recursos vuitcentistes eclèctics.

## Història
Va ser reformat per l'arquitecte Modest Feu i Estrada per encàrrec de Joan Estrada, fill d'Esteve Estrada, fundador de la destil·leria l'any 1887. El cartell estucat al mur (del moment de la construcció) amb el nom de la societat, està escrit en castellà, i ha de ser anterior al de rajola, escrit en català, que hi ha a la cantonada, amb caràcters clarament modernistes, probablement de principis del segle xx.